# Gare de Bort-les-Orgues
Gare de Bort-les-Orgues vasútállomás Franciaországban, Bort-les-Orgues településen.

## Vasútvonalak
Az állomást az alábbi vasútvonalak érintik:
- Bourges-Miécaze-vasútvonal

## Kapcsolódó állomások
A vasútállomáshoz az alábbi állomások vannak a legközelebb: